# Драго камење
Драго (драгоцено) камење или драгуљи, су минерали природног порекла који су изузетни по лепоти и реткости, па се и обрађују како би се истакли њихова лепота и сјај.

## Критеријуми
Да би се неки минерал сврстао у драго камење, потребно је:
- да буде редак
- да има леп, атрактиван изглед
- да буде довољно отпоран

Ово последње је посебно важно код накита, с обзиром да камен тада може свакодневно да дође у додир са кожом, односно знојем, али и да буде изложен атмосферским и механичким утицајима. С обзиром да критеријуми нису стриктно дати, различити минерали се могу свести под појмом драго камење; ипак, дијамант, рубин, смарагд и сафир су опште прихваћени драгуљи. Постоје и термини полудраго камење и декоративно камење који означавају камење мање вредности.

## Обрада
Цена им је висока и у зависности од тога каква је обрада. Тек након брушења се код драгуља могу видети пламсавост и сјај, па тиме и њихова лепота.

## Вредност
Осим начина обраде и сама величина камена има утицаја на вредност. Вредност се изражава каратима, где један карат износи петину грама. Ови карати нису исте мерне јединице као и за злато. На вредност појединих драгуља утичу и примесе. Дијамант је рецимо, вреднији што је прозрачнији, а и најцењенији је безбојни варијетет. Веома редак је црвени дијамант. Опал такође показује велику варијабилност у боји, али се најплеменитијим сматра црни опал.

## Употреба
Користи се као накит, али и као „валута“ јер се лако преноси, а има велику вредност. Такође, од драгог камења су се током историје израђивали најразличитији уметнички предмети.